# Mladen Vukšić
Mladen Vukšić (Ljubuški, 28. prosinca 1965.) hrvatski je franjevac, kotorski biskup.
Rodio se u Ljubuškom 28. prosinca 1965. godine. Započeo je svoj novicijat na Humcu 14. srpnja 1984. godine. Godinu dana kasnije, 15. srpnja 1985., položio je svoje prve zavjete. Nakon toga, od kolovoza 1985. do sredine rujna 1986., bio je na odsluženju vojnog roka u Skoplju i Kumanovu. Završio je studij teologije u Makarskoj 1989. godine, a nakon toga je tri godine bio na studiju u Bologni do 1992. godine. Bio je zaređen za đakona u ljeto 1991. a za svećenika godinu dana kasnije u Čitluku 1992. godine.
Nakon ređenja, bio je župni vikar u samostanu i župi svetog Ante na Humcu do 1994. godine. Potom je otišao na studij u Rim, gdje je magistrirao pastoral mladih i katehetiku na Papinskom Sveučilištu Salesiani 1997. godine. Po povratku iz Rima, obavljao je sljedeće dužnosti: odgojitelj bogoslova u Zagrebu, gvardijan i župnik župe svetog Vlaha u Slanom i župnik župe svetog Franje u Gradcu kraj Posušja. Bio je i župnik u Kočerinu te jedanaest godina župnik u Posušju do rujna 2024. kada ga je papa Franjo imenovao kotorskim biskupom.